# Dante-Gymnasium München
Das Dante-Gymnasium ist ein neusprachliches Gymnasium im Münchner Stadtteil Sendling. Namensgeber ist der italienische Dichter und Philosoph Dante Alighieri. Unmittelbar daneben befindet sich das Klenze-Gymnasium.

## Schulabschlüsse
Nach Abschluss des zehnten Schuljahres erlangt man die mittlere Reife. Neben der allgemeinen Hochschulreife (Abitur) ist es möglich, parallel auch das französische Baccalauréat (Abitur und Baccalauréat: „AbiBac“ – Double Délivrance) abzulegen.

## Unterrichtete Sprachen
Unterrichtet werden die Sprachen: Englisch, Latein, Französisch, Italienisch und Chinesisch. Als neusprachlich orientierte Schule mit Französisch-Zweig können Englisch, Französisch oder Latein als erste Fremdsprache gewählt werden. Chinesisch kann in allen Sprachzweigen ab Klasse 10 als „spätbeginnende Fremdsprache“ belegt werden, dann entfällt die erste oder zweite Fremdsprache dieses Sprachzweiges.

## Integration
Seit Gründung der Schule 1970 werden körperbehinderte Schüler aufgenommen und in die Klassenverbände integriert. Je Klasse werden maximal drei Schüler mit Behinderung aufgenommen. Unterstützt wird dies durch besondere pädagogische Angebote, Kinderpfleger und bauliche Maßnahmen wie Aufzüge und Ruheräume.

## Geschichte
Am 11. Juli 1984 brannte am Tag der Bundesjugendspiele die Turnhalle des Dante-Gymnasiums aus. Im Dach hatte sich Dämmmaterial entzündet. Der damalige Holzboden der Turnhalle bot den Flammen nur wenig Widerstand, so dass auch die unter der Turnhalle liegende Schwimmhalle in Mitleidenschaft gezogen wurde. Die große Hitze an dem Tag trug zur raschen Ausbreitung des Feuers bei.
Dem am 12. Juli folgenden Hagelsturm von München konnten die notdürftigen Abdeckungen der Brandstelle nicht standhalten. Der Schaden wurde soweit vergrößert, dass das Schwimm- und Turnhallengebäude bis auf den Kern neu aufgebaut werden musste.

## Organisationen von Schülern und Eltern

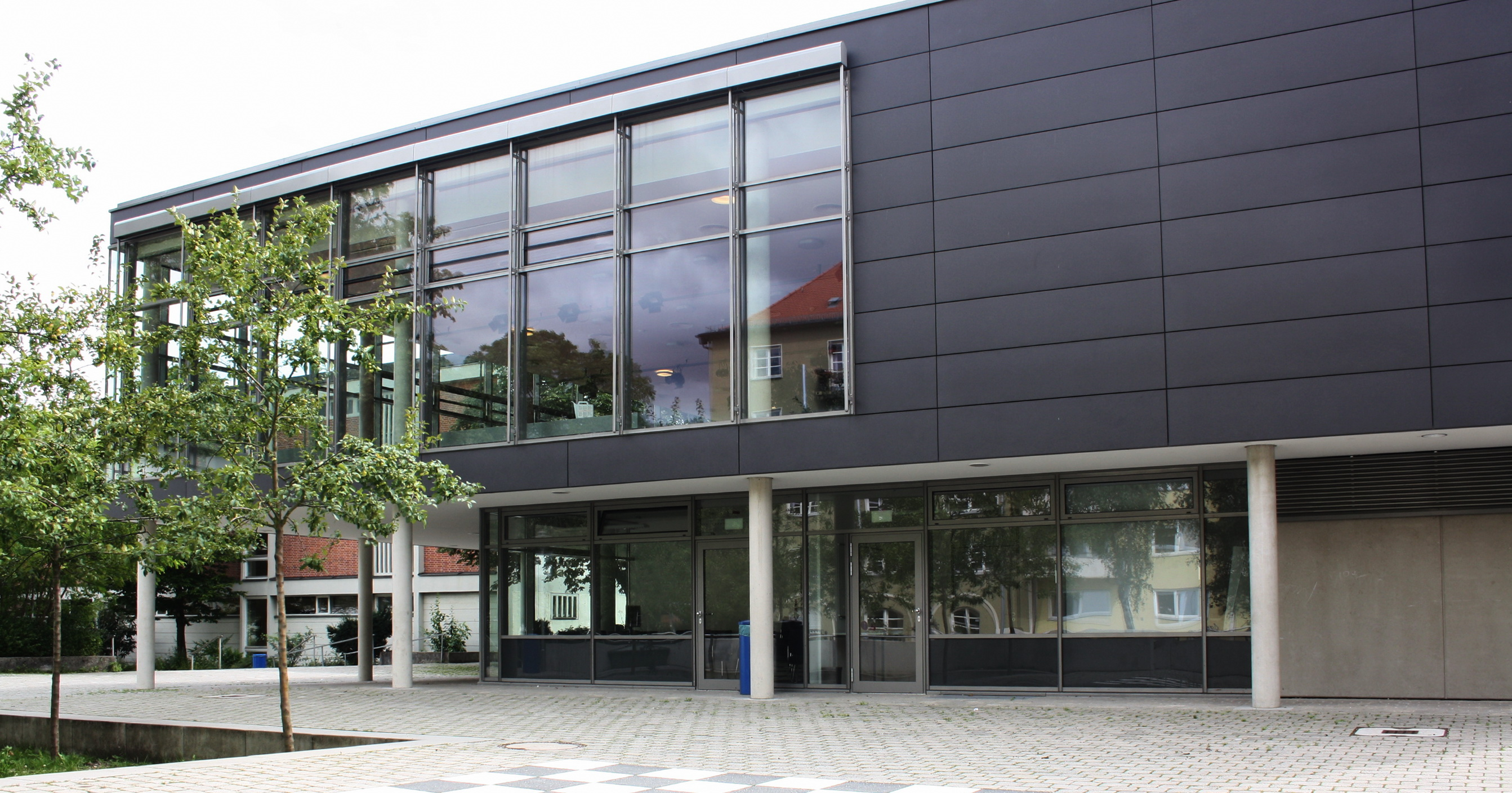
Mensa

Die Schüler sind in der Schülermitverwaltung, den Tutoren, A.D.I.N.A. (Am Dante Ist Niemand Allein), dem Schulsanitätsdienst, den Streitschlichter und Wir sind Dante organisiert. A.D.I.N.A. ist eine Eigeninitiative von Schülern, die Mitschülern zur Seite stehen, wenn sie sich in schulischen oder privaten Schwierigkeiten befinden.
Die Eltern organisieren sich im Elternbeirat und im Verein Ristodante+. Der Verein ist gemeinnützig und kümmert sich um die Abläufe beim Mittagessen und der Mittags-Pausen-Betreuung am Dante- und am Klenze-Gymnasium.

## Schüleraustausche
Es finden Schüleraustausche mit Frankreich (Dijon, Lyon, Périgueux und Vannes) und Italien (Mestre und Turin) statt. Außerdem auch mit den USA (Philadelphia) und China (Peking).

## Partnerschulen
- Loreto-Day-School in Kalkutta[5]
- Lycée Jean Renoir in München[6]
- YuXin in Peking[7]

## Bekannte Ehemalige
- Monika Hohlmeier (* 1962), Politikerin
- Florian Senfter (Zombie Nation)[8]
- Max Strauß (* 1959), Jurist
- Rudolf Voderholzer (* 1959), Bischof von Regensburg

## Freunde der Schule
Unterstützt wird das Gymnasium durch die Ehemaligen, den Freundeskreis und die Heidi-Kleber-Stiftung.